# Quirine Lemoine
Quirine Lemoine, née le 25 décembre 1991 à Woerden, est une joueuse de tennis néerlandaise professionnelle.

## Carrière
Évoluant principalement sur le circuit ITF jusqu'en 2009, elle y a remporté 15 titres en simple et 17 en double.
En 2017, elle remporte son premier titre en double sur le circuit WTA à Båstad, associée à Arantxa Rus.

## Palmarès

### Titre en double dames
| No | Date       | Nom et lieu du tournoi | Catégorie | Dotation  | Surface      | Partenaire  | Finalistes                        | Score            |          |
| -- | ---------- | ---------------------- | --------- | --------- | ------------ | ----------- | --------------------------------- | ---------------- | -------- |
| 1  | 24-07-2017 | Ericsson Open Båstad   | Intern'l  | 250 000 $ | Terre (ext.) | Arantxa Rus | María Irigoyen Barbora Krejčíková | 3-6, 6-3, [10-8] | Parcours |

### Finale en double dames
Aucune.

## Parcours en Grand Chelem

### En simple dames
| Année | Open d'Australie | Open d'Australie   | Internationaux de France | Internationaux de France | Wimbledon | Wimbledon | US Open | US Open      |
| ----- | ---------------- | ------------------ | ------------------------ | ------------------------ | --------- | --------- | ------- | ------------ |
| 2017  | Q1               | Michaëlla Krajicek | 1er tour (1/64)          | Catherine Bellis         | Q1        | Zhu Lin   | Q1      | Anna Zaja    |
| 2018  | —                | —                  | Q1                       | Francesca Di Lorenzo     | —         | —         | —       | —            |
| 2019  | Q1               | Anna Kalinskaya    | —                        | —                        | —         | —         | Q2      | Paula Badosa |

N.B. : à droite du résultat se trouve le nom de l'ultime adversaire.

### En double dames
N'a jamais participé à un tableau final.

## Classements WTA en fin de saison
| Année          | 2009 | 2010 | 2011 | 2012 | 2013 | 2014 | 2015 | 2016 | 2017 | 2018 | 2019 | 2020 | 2021 | 2022 |
| Rang en simple | 1023 | 864  | 644  | 454  | 779  | 296  | 329  | 251  | 190  | 255  | 369  | 441  | 295  | 646  |
| Rang en double | –    | 476  | 559  | 765  | 725  | 978  | 344  | 211  | 146  | 326  | 326  | 467  | 343  | 418  |

Source : (en) Classements de Quirine Lemoine sur le site officiel de la Fédération internationale de tennis